# Major (Slovenska vojska)
Major je visoki častniški vojaški čin v uporabi v Slovenski vojski (SV). Major je tako nadrejen stotniku (do leta 1993 stotniku 1. stopnje in podrejen podpolkovniku. Ustreza mu mornariški čin kapitana korvete.
Čin je bil prevzet po činu Teritorialne obrambe RS, slednji pa je bil prevzet po istem činu Jugoslovanske ljudske armade. V skladu s Natovim standardom STANAG 2116 čin spada v razred OF-4.

## Oznaka
Oznaka čina je sestavljena iz dveh, med seboj povezanih ploščic. Na večji je lipov list in tudi na manjši, ožji ploščici se nahaja en lipov list.

## Zakonodaja
Majorje imenuje minister za obrambo Republike Slovenije na predlog načelnika Generalštaba Slovenske vojske.
Vojaška oseba lahko napreduje v čin majorja, »če je s činom stotnika razporejen na dolžnost, za katero se zahteva čin majorja ter je to dolžnost opravljal najmanj dve leti s službeno oceno »odličen« oziroma najmanj štiri leta s službeno oceno »dober««.
Pogoj za napredovanje v čin majorja pa je še opravljeno višještabno vojaško izobraževanje in usposabljanje, katerega izvaja Poveljniško-štabna šola Slovenske vojske.
Ob povišanju major prejme tudi malo sabljo Slovenske vojske.